# Ludomir Rogowski
Ludomir Michał Rogowski (født 3. oktober 1881 i Lublin, Polen, død 13. marts 1954 i Dubrovnik i Jugoslavien) var en polsk komponist, dirigent og lærer.
Rogowski studerede komposition og direktion på musikkonservatoriet i Warszawa hos bl.a. Zygmunt Noskowski. Han studerede herefter videre i Leipzig hos Arthur Nikisch. Rogowski skrev syv symfonier, orkesterværker, kammermusik, operaer, sange, solostykker for mange instrumenter etc. Han slog sig ned i Dubrovnik, hvor han underviste i komposition på musikkonservatoriet. Rogowskis symfonier hører til hans vigtigste værker.

## Udvalgte værker
- Symfoni nr. 1 (1926) - for orkester
- Symfoni nr. 2 (1936) - for orkester
- Symfoni nr. 3 (1941) - for orkester
- Symfoni nr. 4 "Indgang" (1943) - for orkester
- Symfoni nr. 5 (1947) - for orkester
- Symfoni nr. 6 (1949) - for orkester
- Symfoni nr. 7 (1951) - for orkester